# Antoine Caron
Antoine Caron (Beauvais, 1521 – Parigi, 1599) è stato un pittore francese, un illustratore formato artisticamente nella scuola di Fontainebleau. Viene considerato uno dei pittori francesi del suo tempo dotati di una spiccata personalità artistica Il suo lavoro comunicò l'incerta atmosfera di corte della Casa di Valois durante la 

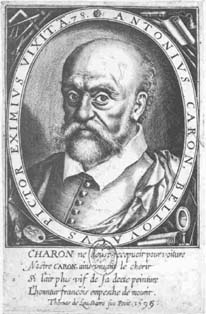
Ritratto di Antoine Caron eseguito da Thomas De Leu, 1599.

Guerra di Religione dal 1560 al 1598.

## Biografia
Caron nacque a Beauvais.
Incominciò a dipingere in età giovanile occupandosi di affreschi per molte chiese.
Tra il 1540 e il 1550 lavorò sotto la guida di Primaticcio e di Nicolò dell'Abate, alla scuola di Fontainebleau.
Artista di buona cultura, formatosi nell'atmosfera dei poeti de La Pléiade e capace di fondere elementi italianeggianti, un tessuto fiammingo, spunti personali ed originali e cenni di storia drammatica contemporanea, presentati in un linguaggio fiabesco.
Già nel 1561 divenne il pittore di corte Caterina de' Medici e di Enrico II di Francia. In questo ruolo descrisse e illustrò alcuni importanti avvenimenti del suo tempo, come la cerimonia di incoronazione di Carlo IX di Francia a Parigi ed il matrimonio di Enrico IV di Francia con Margherita di Valois, dei quali ricoprì anche l'incarico di scenografo.
Morì a Parigi nel 1599.

### Stile
Purtroppo pochi lavori di Caron sono sopravvissuti, per lo più di tematiche storiche, allegoriche, oppure basati su cerimonie di corte, scene astrologiche, e sui massacri compiuti negli anni sessanta del 1500.
Un importante esempio fu il suo unico dipinto datato, intitolato Massacro ordinato dai Triumviri (1566), conservato al Museo del Louvre e ispirato alla carneficina di protestanti.
Pur prendendo in prestito un soggetto piuttosto ricorrente nelle stampe dell'epoca, Caron si distinse per lo scenario architettonico innovativo, all'interno del quale si svolgono i cruenti fatti storici, trasposti tramite colori brillanti e un'atmosfera astratta. Ebbe la tendenza di piazzare le sue figure umane in scenari ampi, sull'esempio dell'Abbate; inoltre le sue figure assunsero forme allungate, come nel celebre Ritratto di donna (1577). Stilisticamente, Caron era un manierista, che si caratterizzò per la prospettiva esagerata, in cui le forme sembrano scomparire nello spazio, e per l'uso non naturalistico del colore.
La stessa sensibilità moderata e la semplicità espressiva si manifestarono nell'opera Astronomi che studiano l'eclissi, fenomeno, quest'ultimo, che avvenne storicamente nel 1571, un anno prima del massacro dei protestanti. Caron associò il fenomeno naturale al presagio nefasto, per le sciagure sociali. Il dipinto è stato datato al 1572, anno ormai di piena maturazione dell'artista, come attestarono gli elementi compositivi, i colori, i gesti e le espressività.
Le altre opere di Caron furono spesso di tematiche fantastiche, come nel caso di Augusto e Sibilla oppure descriventi la vita di corte, come i Trionfi delle stagioni, risalente al 1580 e nel quale la narrazione si soffermò sulle abitudini di corte a seconda delle stagioni.
Molti suoi lavori sono stati attribuiti anche ad altri pittori e solamente recenti studi approfonditi hanno chiarito alcuni dubbi sulla sua carriera artistica.

### Opere principali
- Massacro ordinato dai Triumviri, 1566, 116 x 195 cm, Louvre, Parigi[5]
- Augusto e Sibilla, 1575/1580, 170 x 125 cm, Louvre, Parigi
- Abramo, c. 1590, 80×94 cm, collezione privata, Parigi
- Astronomi che studiano l'eclissi, 1570s, 93×73 cm, ora al Getty Center, Los Angeles
- Ritratto di donna, 1577, Monaco
- La carovana di elefanti, 1598, 87x130 cm, collezione privata, Parigi
- L'arresto e la tortura di Sir Thomas More (1478-1535), Museo di Blois, Blois
- Apoteosi di Samuele, c. 1585, 65×76 cm, collezione privata, Parigi
- Il trionfo dell'inverno, c. 1568, 103x179 cm, collezione privata
- La sottomissione di Milano a Francesco I nel 1515, circa 1570, 50.5x66.8 cm, National Gallery del Canada, Ottawa

## Galleria d'immagini

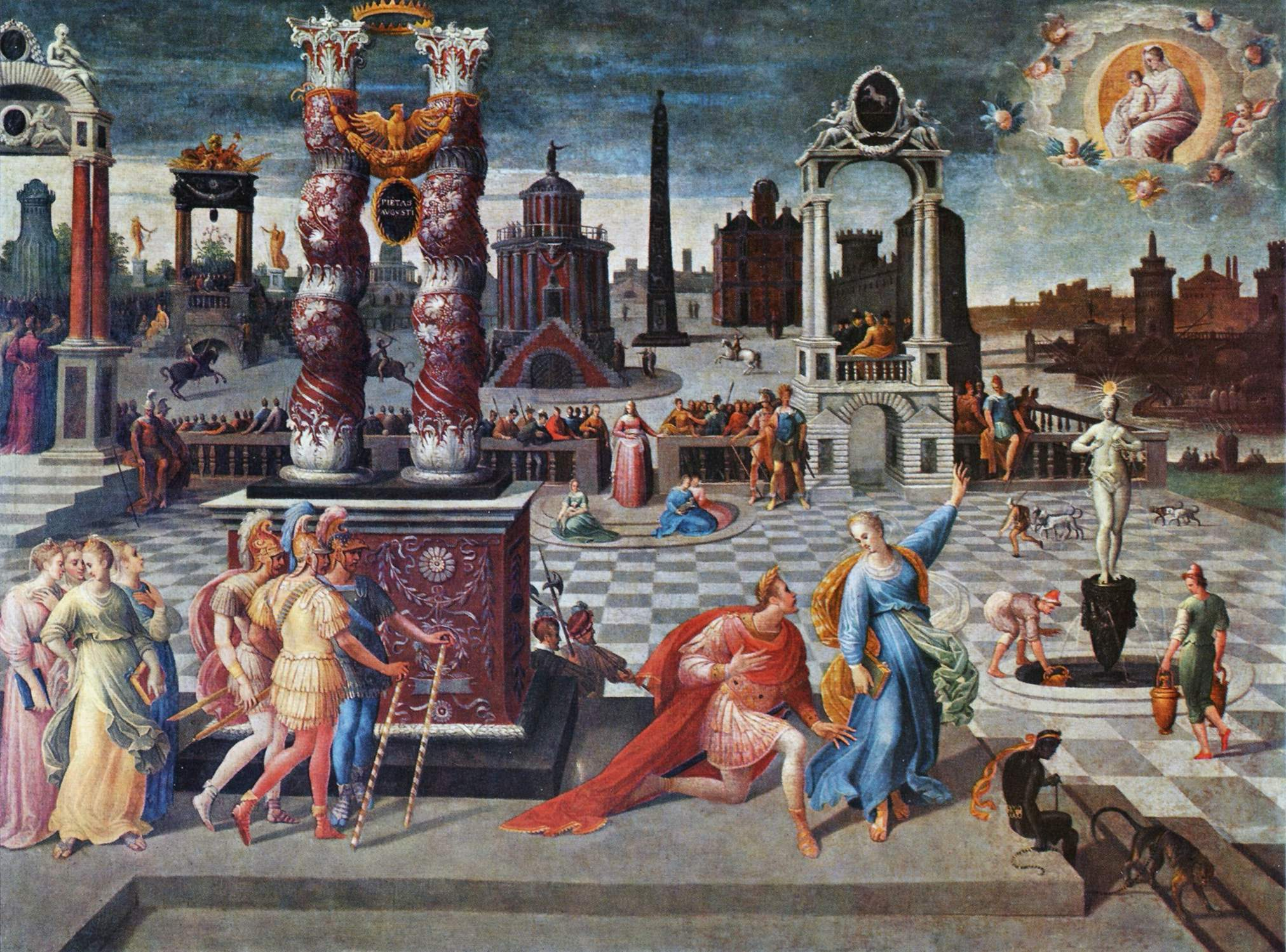
Augusto e la Sibilla (c. 1578)
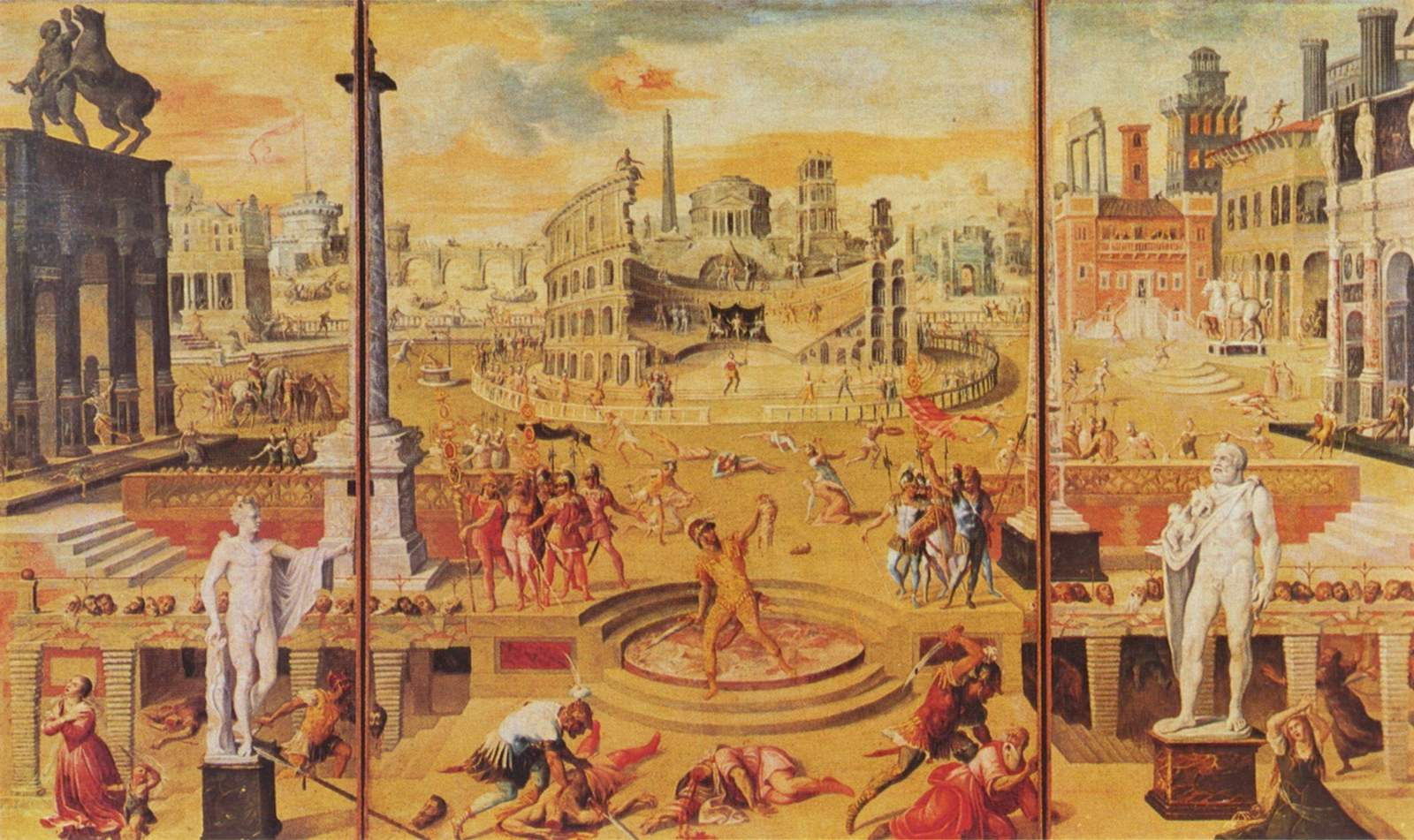
Massacro sotto il Triumvirato (1566)
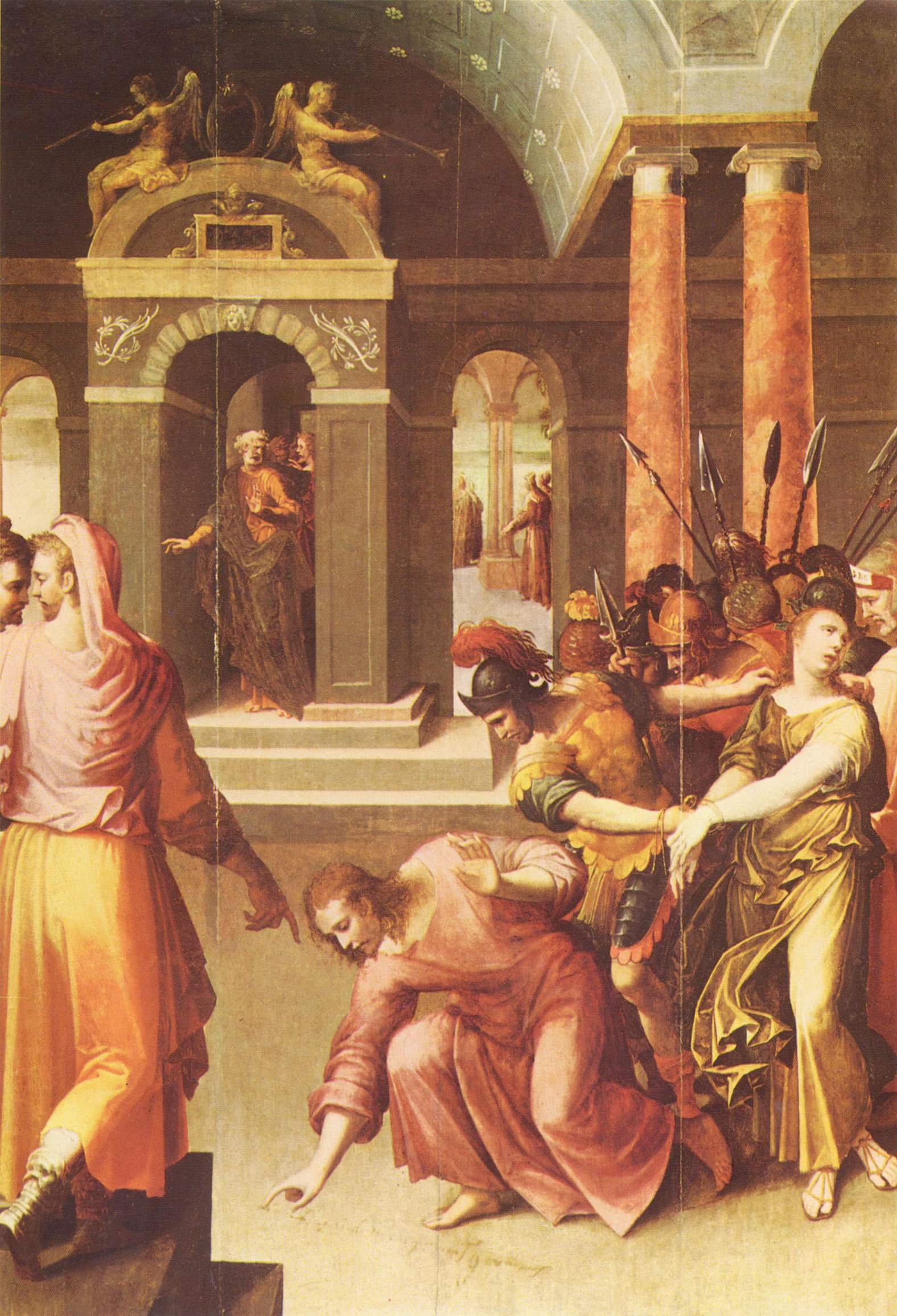
Henri Lerambert,[6] Cristo e l'adultera
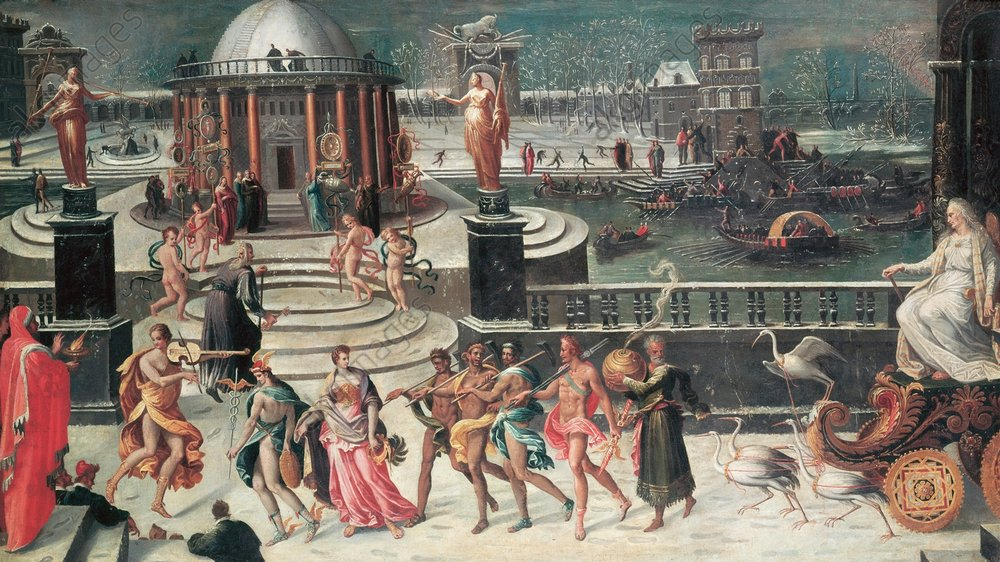
Trionfo dell'Inverno (c. 1568)
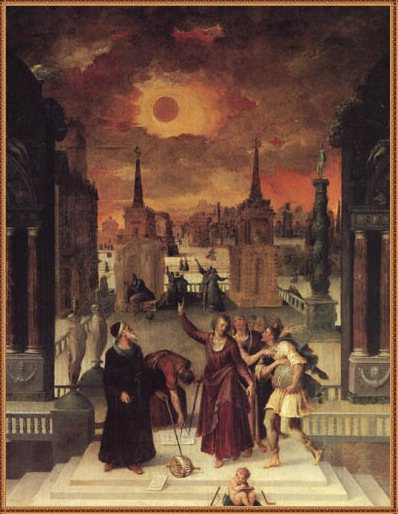
Astronomi che studiano l'Eclissi (c. 1575)